# Paradoks hydrostatyczny

Parcie cieczy na dno tych naczyń jest jednakowe

Paradoks hydrostatyczny – paradoks związany z mechaniką płynów, polegający na tym, że ciśnienie na dnie naczynia nie zależy wprost od ciężaru cieczy zawartej w naczyniu, a zależy od wysokości słupa cieczy nad dnem. Natomiast parcie cieczy na dno naczynia zależy od pola powierzchni dna, wysokości słupa cieczy i ciężaru właściwego cieczy. Wynika z tego, że parcie cieczy na dno w naczyniach o różnych kształtach będzie takie samo, jeżeli pole powierzchni dna każdego z tych naczyń i wysokość słupa cieczy w tych naczyniach będą równe.
Został stwierdzony po raz pierwszy przez holenderskiego uczonego Simona Stevina w XVI w., wydawał się wówczas paradoksalny, dlatego i dziś często nazywany jest paradoksem. Nazywany bywa także paradoksem Pascala, ponieważ Blaise Pascal w roku 1648 spopularyzował go demonstrując publicznie rozsadzenie beczki niewielką ilością wody. Doświadczenie to ilustrowało równocześnie prawo odkryte przez Pascala i nazwane jego imieniem.